# Docklands

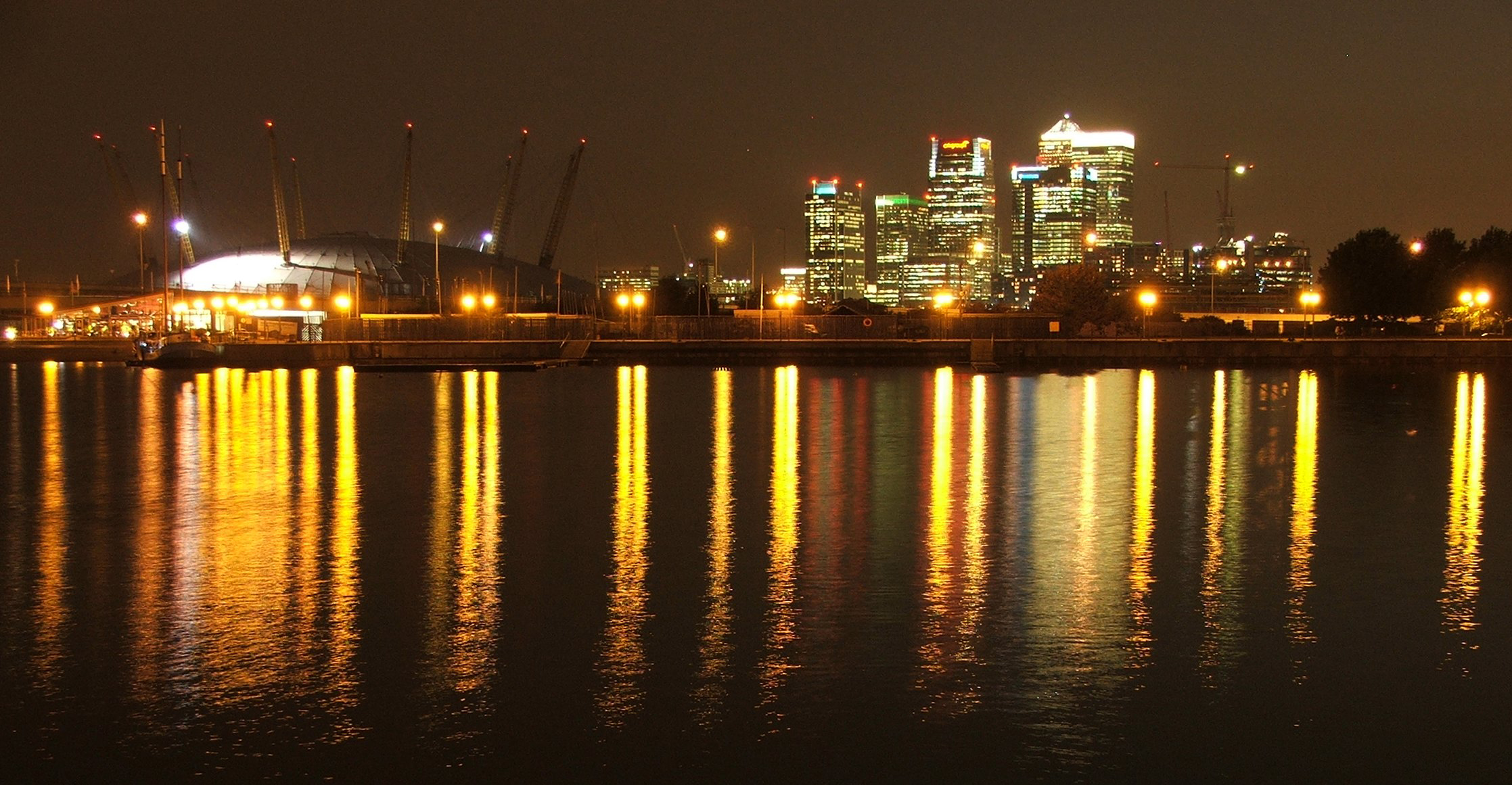
O2 i Canary Wharf - widok z Royal Victoria Dock.

Docklands (dzielnica portowa) –  półoficjalna nazwa części wschodniego Londynu, która obejmuje położone nad Tamizą obszary takich dzielnic, jak: Southwark, Tower Hamlets, Newham i Greenwich. Doki znajdujące się na tym terenie były dawniej częścią londyńskiego portu. Obecnie teren ten przechodzi rewitalizację w celu lepszego zagospodarowania komercyjnego i mieszkalnego. Nazwa Docklands została użyta po raz pierwszy w rządowym raporcie na temat planów rewitalizacyjnych w 1971 roku i od tego czasu istnieje ona w powszechnym użyciu.

## Teren doków

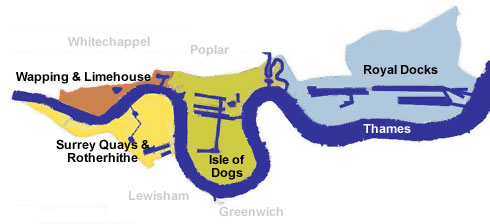
Obszar Docklands

Na obszar londyńskiej dzielnicy portowej składa się kilka kompleksów doków przy Tamizie. Oto one (od zachodu na wschód):
- St. Katharine Docks (Wapping)
- London Docks (Wapping, m.in. Shadwell Basin)
- Regent’s Canal Dock (Limehouse Basin)
- Surrey Commercial Docks (Surrey Quays)
- West India Docks, Millwall Dock i Poplar Dock (Isle of Dogs)
- East India Docks (Blackwall)
- Royal Docks (Royal Victoria Dock, Royal Albert Dock oraz King George V Dock)

Doki znajdują się również dalej na wschód, w Tilbury, nie są one jednak zaliczane do obszaru Docklands.

## Historia

### Rozwój doków
W czasach Imperium rzymskiego, a także w średniowieczu, statki zatrzymywały się przy małych nabrzeżach w dzisiejszym City of London i Southwark, na obszarze znanym jako Basen Londyński. Nie istniała tam jednak żadna ochrona przed marginesem społecznym, statki stawały się łatwym celem dla złodziei a same miały mało miejsca przy nabrzeżu. Howland Great Dock w Rotherhithe (zbudowany w roku 1696 i później przyłączony do Surrey Commercial Docks) został zaprojektowany by uporać się z tymi problemami, dając duże, bezpieczne i osłonięte miejsce postoju dla 120 okrętów. Projekt ten przyniósł duży sukces komercyjny i stał się wzorcem dla dalszej rozbudowy w czasach georgiańskich i wiktoriańskich.
Pierwszym z doków zbudowanych w czasach gregoriańskich był dok West India (otwarty w roku 1802). Następnie otwarto doki: London (1805), East India (1805), Surrey (1807), St Katharine (1828) i West India South (1829). Doki budowane w czasach wiktoriańskich położone były bardziej na zachód, a w ich skład wchodziły: Royal Victoria (1855), Millwall (1868) i Royal Albert (1880). Dok King George V został zbudowany później, w roku 1921. Istniał jednak tylko do lat pięćdziesiątych.

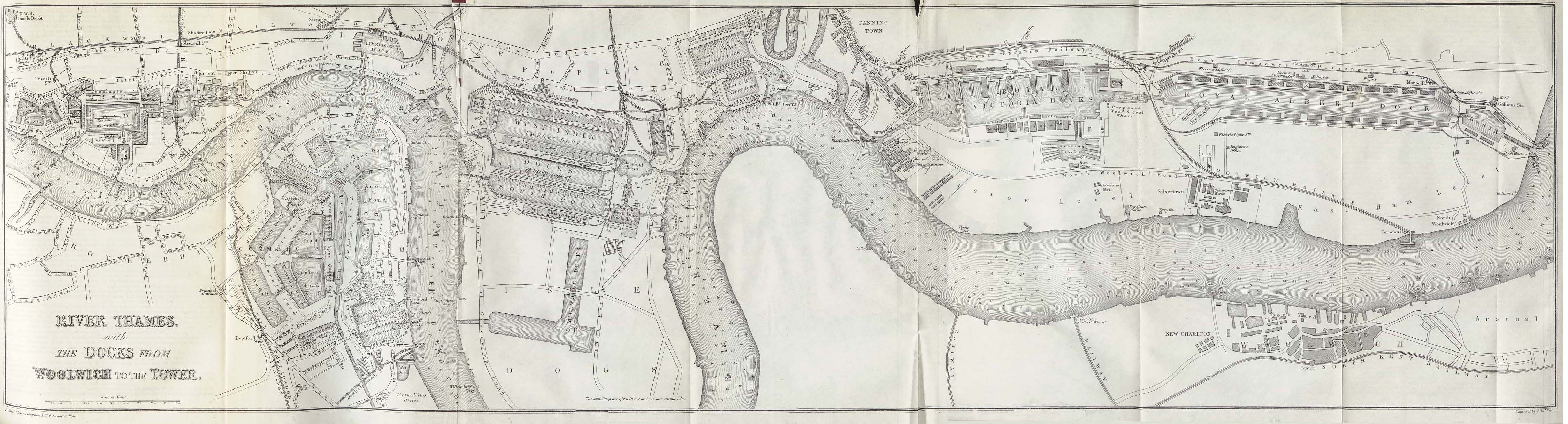
Londyńskie doki w roku 1882, bez dobudowanego później doku King George V.

### Doki
Istniały trzy główne rodzaje doków. Doki portowe, w których zakotwiczone okręty były rozładowywane i załadowywane. Doki suche, dużo mniejsze, służące do drobnych napraw statków. Przy brzegu położone były także stocznie. Ponadto, wzdłuż rzeki, znajdowało się wiele magazynów, przystani i pomostów. Poszczególne doki specjalizowały się w obsłudze różnego rodzaju towarów. Surrey Docks, na przykład, odpowiedzialne były za drewno, Millwall za ziarno, St Katherine przyjmowały wełnę, cukier i gumę.
Obsługa doków wymagała ogromnej ilości pracowników, głównie flisaków (odpowiedzialnych za transport towaru na małych barkach pomiędzy statkiem a nabrzeżem), a także pracowników nabrzeżnych, którzy zajmowali się towarem przetransportowanym już na brzeg. Niektórzy z pracowników doków byli dobrze wykształceni – flisacy zakładali swoje własne gildie, natomiast pracownicy odpowiedzialni za przenoszenie drewna byli znani ze swoich akrobatycznych umiejętności. Większość była jednak niewykształcona i pracowała jako zwykli robotnicy. Każdego ranka musieli oni gromadzić się w wyznaczonym miejscu, na przykład w pubie, gdzie byli wybierani do pracy przez swojego brygadzistę. Dla tych osób praca w dokach była nieustanną loterią – nie wiedzieli oni, czy danego dnia dostaną zajęcie a co za tym idzie, pieniądze i żywność. Taki stan rzeczy istniał aż do roku 1965, kiedy to praca w dokach została uporządkowana po utworzeniu narodowego planu pracy w dokach w roku 1947.
Pierwotnie teren londyńskich doków składał się głównie z nisko położonych obszarów bagiennych,  nienadających się do użytku rolnego i tylko w małym stopniu zaludnionych. Z powstaniem doków, ich pracownicy utworzyli wiele dobrze zorganizowanych społeczności lokalnych z własną, odróżniającą ich od innych, kulturą i slangiem. Słaba sieć komunikacyjna oznaczała dla nich odizolowanie od innych części Londynu. Isle of Dogs, na przykład, posiadała tylko dwie drogi z i na wyspę. Swego rodzaju lokalne przywiązanie było tak silne, że w roku 1920 mieszkańcy dzielnicy portowej zablokowali drogi i ogłosili niepodległość.

### Doki w XX wieku
Doki były budowane i zarządzane przez wiele konkurujących ze sobą prywatnych przedsiębiorstw. Od roku 1909 zarządzane były przez Port of London Authority (PLA), która to zjednoczyła przedsiębiorców w celu zwiększenia efektywności doków oraz poprawy stosunków pracy. PLA zbudowała też ostatni z doków, King George V oraz rozbudowała doki w Tilbury.
Niemieckie bombardowania w czasie II wojny światowej spowodowały ogromne zniszczenia na obszarze doków, w tym zniszczenie 380 000 ton drewna w Surrey Docks w ciągu jednej nocy. Mimo to powojenna odbudowa przywróciła doki do działalności w latach pięćdziesiątych. Koniec nadszedł jednak szybko, między rokiem 1960 a 1970, kiedy to transport wodny zastosował nowo wynaleziony system kontenerów. Londyńskie doki nie były zdolne do pomieszczenia wymuszonych przez konteneryzację większych statków i transport wodny przeniósł się do głębszych portów takich, jak Tilbury i Felixstowe. Między rokiem 1960 a 1980 wszystkie z londyńskich doków zostały zamknięte, pozostawiając wokół siebie opuszczony obszar o powierzchni 21 km². Bezrobocie, bieda i inne problemy społeczne zaczęły panować na tym terenie.

### Rewitalizacja

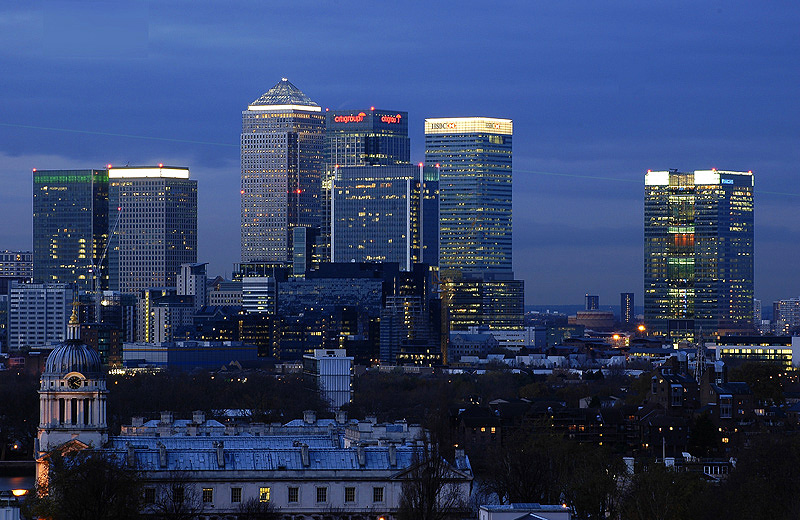
Canary Wharf nocą.

Starania w kierunku rewitalizacji doków pojawiły się od razu po ich zamknięciu, jednak dopiero po dziesięciu latach plany zaczęto wprowadzać w życie. Istnienie wielu właścicieli terenów komplikowało jednak sprawę.
Aby rozwiązać ten problem, w roku 1981 minister środowiska, Michael Heseltine powołał London Docklands Development Corporation (LDDC) w celu rewitalizacji dawnego obszaru portowego. LDDC była organem statutowym zarządzanym i finansowanym przez rząd centralny, z działaniami ukierunkowanymi na zdobycie terenów doków i zarządzanie nimi. LDDC funkcjonowała również jako organ planujący rewitalizację obszaru.
Kolejna ważna interwencja rządowa nastąpiła w roku 1982. Wtedy to na terenie doków założono specjalną strefę ekonomiczną, w której przedsiębiorcy poza zwolnieniem z obowiązku płacenia podatków otrzymywali również inne zachęty do inwestowania. Inwestowanie na tym obszarze stało się więc bardziej atrakcyjne i przyczyniło do nagłego wzrostu koniunktury na nieruchomości.
LDDC wywoływała jednak kontrowersje – była oskarżana o faworyzowanie elitarnej i luksusowej zabudowy a pomijanie niedrogiej gospodarki mieszkaniowej. Stało się to wyjątkowo niepopularne wśród lokalnych społeczności, które oczekiwały wychodzenia naprzeciw własnym potrzebom. LDDC była jednak skoncentrowana na znaczącej transformacji obszaru, chociaż to, w jakim stopniu panowała nad jego rozwojem, jest sprawą sporną.
Masowy program rozwoju, którym LDDC zarządzała w latach osiemdziesiątych i dziewięćdziesiątych, zastał teren dawnego portu zamieniony w mieszankę terenów mieszkalnych, handlowych i przemysłu lekkiego. Symbolem wszystkich starań był ambitny projekt Canary Wharf, który zakładał budowę największego budynku w Wielkiej Brytanii oraz powstanie drugiego głównego centrum finansowego w Londynie. Nic nie wskazuje jednak na to, że LDDC przewidziała rozwój na taką skalę i wcześniej, w pobliskim Heron Quays, powstały już podobne biurowce.

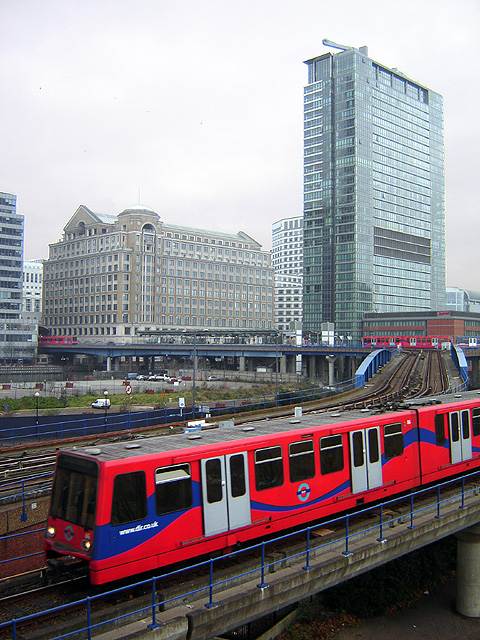
Docklands Light Railway - widok na stację West India Quays

Canary Wharf nie powstawało bezproblemowo. Z powodu kryzysu na rynku nieruchomości na początku lat dziewięćdziesiątych rozwój obszaru Docklands stanął w miejscu na kilka lat a inwestorzy zostali z nieruchomościami których nie mogli sprzedać ani wynająć.
Dawne tereny doków miały słabe połączenia komunikacyjne. LDDC rozwiązała ten problem poprzez budowę Docklands Light Railway (DLR), która połączyła dzisiejsze Docklands z centrum Londynu. Była to wyjątkowo tania inwestycja, która kosztowała jedynie 77 milionów funtów w swojej pierwszej fazie. Niski koszt spowodowany był głównie wykorzystaniem istniejącej już wcześniej ale nieużywanej infrastruktury kolejowej oraz opuszczonych terenów na prawie całej długości sieci kolejowej. (LDDC pierwotnie wnioskowała o powstanie linii metra na obszarze Docklands, jednak rząd odmówił finansowania.)
LDDC zbudowała również tunel Limehouse Link oraz tunel łączący Isle of Dogs z drogą A13 (znaną również jako The Highway) płacąc ponad 150 milionów funtów za kilometr, przez co drogi te stały się jednymi z najdroższych w historii.
LDDC przyczyniła się również do inwestycji w Port lotniczy Londyn-City otwarty w październiku roku 1987 na terenie dawnych Royal Docks.

## Docklands dzisiaj

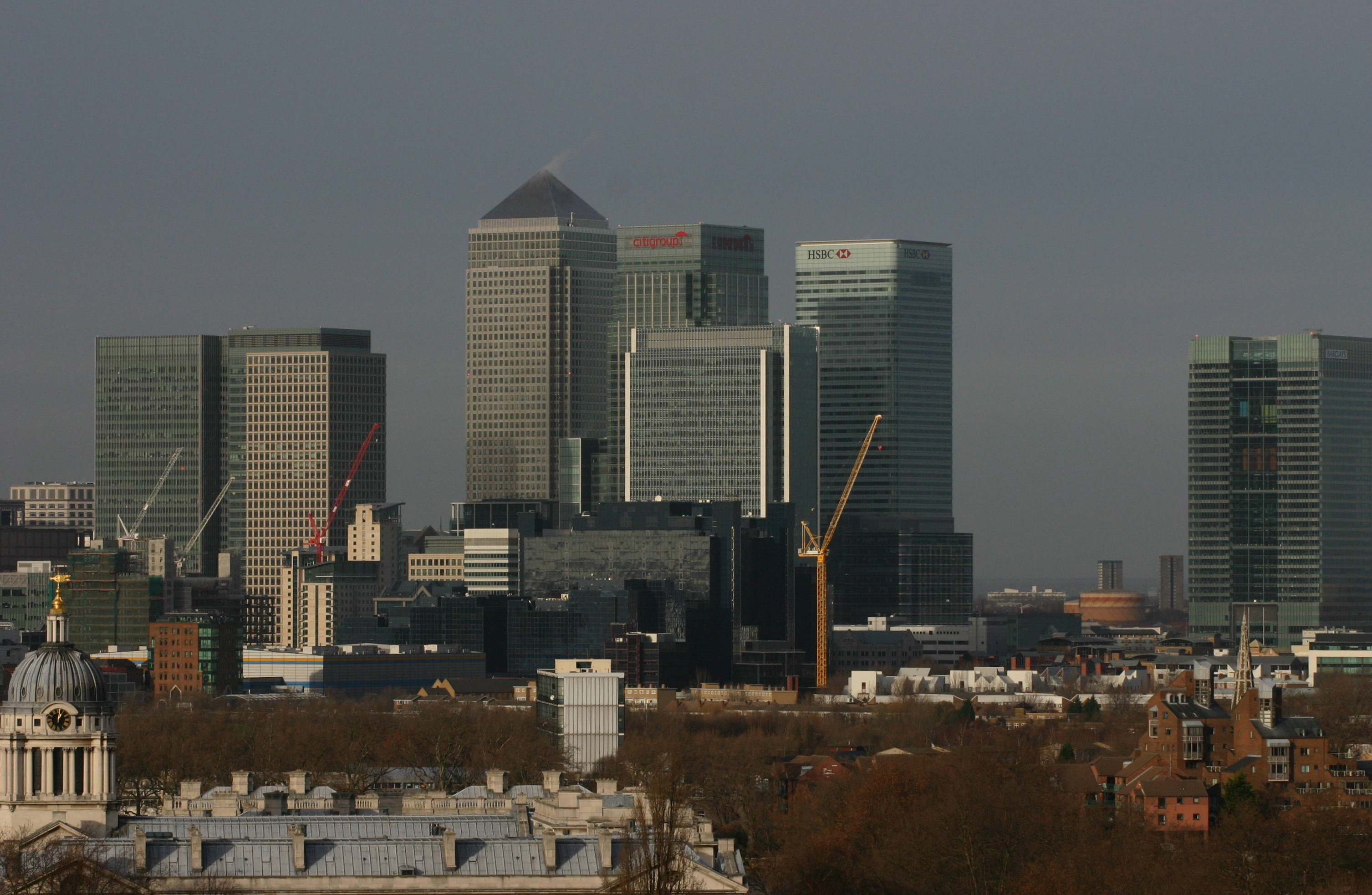
Drapacze chmur skupione są obecnie wokół stacji metra Canary Wharf.

W ciągu ostatnich dwudziestu lat ludność Docklands podwoiła się, a sam obszar stał się zarówno głównym centrum finansowym, jak i coraz bardziej zadowalającym miejscem do życia. Połączenia komunikacyjne poprawiły się znacząco poprzez włączenie Isle of Dogs do londyńskiej sieci metra wraz z przedłużeniem Jubilee Line w roku 1999, a także poprzez rozbudowę DLR o stacje: Beckton, Lewisham, London City Airport, North Woolwich i Stratford. Canary Wharf stało się jednym z największych skupisk drapaczy chmur w Europie oraz bezpośrednim rywalem londyńskiego City w finansowej dominacji.
Mimo że większość ze starych nabrzeżnych budynków i magazynów została wyburzona, niektóre przetrwały i zostały przekształcone w mieszkania. Większość z doków natomiast jest obecnie wykorzystywana jako przystanie i centra sportów wodnych. Mimo że duże statki mogą i czasami wpływają do starych doków, główny ruch handlowy przeniósł się w dół rzeki.

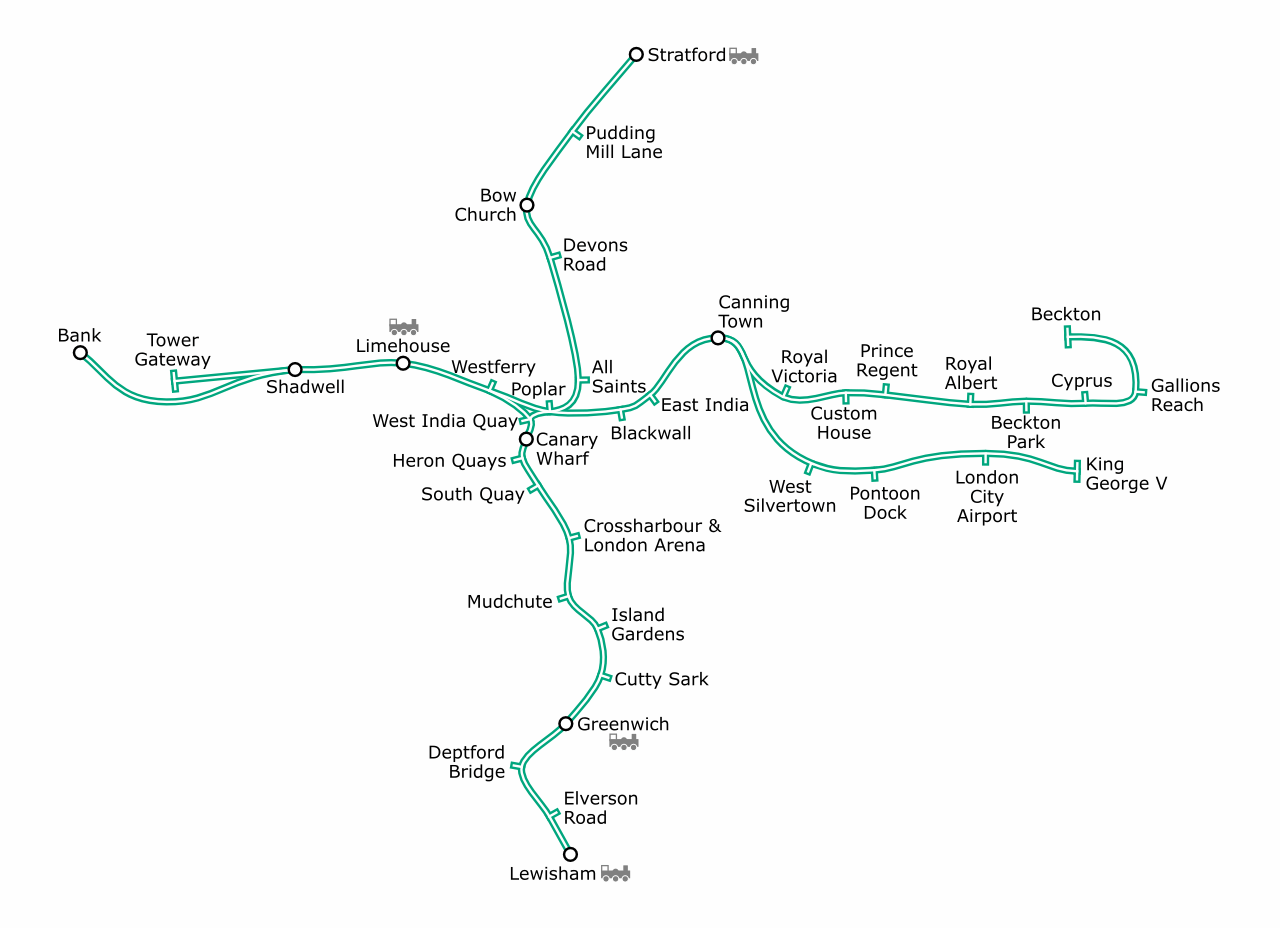
Obecna sieć Docklands Light Railway.

Odżycie obszaru Docklands przyniosło również efekty na zaniedbanych terenach sąsiednich. Greenwich i Deptford przechodzą obecnie rewitalizację na dużą skalę, głównie dzięki rozwojowi połączeń komunikacyjnych dających większą atrakcyjność dla dojeżdżających.
Rewitalizacja doków miała również swoje złe strony. Ogromny boom w nieruchomościach i idący za nim wzrost cen mieszkań doprowadził do konfliktów między nowymi a starymi mieszkańcami Docklands, Doprowadziło to również do jednych z najbardziej uderzających dysproporcji w Wielkiej Brytanii: luksusowe mieszkania można tu zobaczyć tuż obok zaniedbanych mieszkań socjalnych.
Status Docklands jako symbolu Wielkiej Brytanii Margaret Thatcher uczynił to miejsce celem dla terrorystów. Po nieudanym zamachu bombowym na Canary Wharf, 9 lutego 1996 roku duża bomba podłożona przez IRA eksplodowała w South Quay. Zginęły dwie osoby, czterdzieści zostało rannych a straty wyceniono na 150 milionów funtów. Zamach ten zakończył zawieszenie broni przez IRA.

## Rozwój w przyszłości
Sukces rewitalizacji obszaru Docklands był przyczyną kilku kolejnych planów rozwoju w skład których wchodzą między innymi:
- Przedłużenie linii kolejki Docklands Light Railway do Woolwich i Dagenham.
- Połączenie kolejowe Crossrail między Canary Wharf, centralnym Londynem a północnym Kent.
- Dalszy rozwój Canada Water.
- Rewitalizacja Blackwall Basin i Wood Wharf, po wschodniej części Canary Wharf.
- Dalszy rozwój Royal Docks, w tym również realizacja projektu Silverton Quays.

Na początku XXI wieku rewitalizacja terenów rozprzestrzeniła się na przedmieścia Wschodniego Londynu, oraz do tych części hrabstw Kent i Essex, które leżą nad ujściem Tamizy.

## Docklands w kulturze
Charles Dickens często opisywał tereny nadrzeczne oraz dzielnicę portową w takich powieściach jak: Nasz wspólny przyjaciel i Wielkie nadzieje. Pamiętny opis doków znajduje się również w Zwierciadle morza Josepha Conrada. Docklands pojawiają się również w filmie 28 tygodni później Juana Carlosa Fresnadillo z 2007 roku jako lokalizacja Dystryktu 1, najbardziej funkcjonalnej części Wielkiej Brytanii podczas wybuchu epidemii śmiercionośnego wirusa, a także głównej kwatery wojskowych oficjalistów.